# Кујунџија
Кујунџија је стари назив за занатлију златара, који израђује или преправља (модификује) накит и ситне украсне предмете од злата, сребра и других племенитих метала. Овај занат је у ствари и једна врста уметности пошто се праве мали украсни предмети где је потребна: инвентивност, вештина и прецизност. Раније су коришћени прости алати и рад се одвијао углавном ручно. У новије време се користи савремена технологија за обраду материјала и израду украса. Златари у свом раду користе и разне врсте драгог камења. Најчешћи производи ових занатлија је накит: прстење, бурме, минђуше, шнале, брошеви, огрлице, наруквице и слично.

## Пример у епским песмама
"Златари ће доћи, 
прстен саковати
бурму позлатити".

## Гравирање
Поред израде украсних предмета златари се баве и гравуром тако да на својим производима (или на производу који им се донесе) гравирају слова, речи или читаве цртеже. У новије време златари се баве и украшавањем ручних и џепних часовника или металних упаљача. Поред израде и обраде украса и накита златари се у новије време баве позлатом или посребривањем накита или неких других предмета. 
У кујунџијској радњи или златари се поред израде врши продаја накита али и откуп старог или поломљеног накита или откуп старог сребрног или златног новца (откупљени материјал се касније користи за прераду и израду нових предмета). 
Раније су кујунџије продавале робу на вашарима и саборима или на пијаци када је био пијачни (пазарни) дан.